# ریکی هیل
ریکی آنتونی هیل (به انگلیسی: Ricky Anthony Hill) بازیکن فوتبال زادهٔ ۵ آوریل ۱۹۵۹ اهل کشور انگلستان که سابقهٔ بازی در تیم ملی فوتبال انگلستان را در کارنامهٔ خود دارد. وی در تاریخ ۲۲ سپتامبر ۱۹۸۲ نخستین بازی ملی خود را در مقابل تیم ملی فوتبال دانمارک انجام داد و با حضور در ۳ بازی ملی، در تاریخ ۲۹ ژانویه ۱۹۸۶ واپسین بازی ملی‌اش را در برابر تیم ملی فوتبال مصر برگزار کرد.